# Eliminatórias da Copa do Mundo de Rugby de 2007 - Américas
Na qualificação para a Copa do Mundo de Rugby de 2007, 19 países da Pan-Americana da Associação de Rugby (PARA) competem por três entradas directas e 1 lugar por repescagem.

## Fase 1a

### Preliminares
| 25 de maio de 2005 |       |                          |                         |
| Santa Lúcia        | 36-25 | São Vicente e Granadinas | Vieux Fort, Santa Lúcia |
|                    |       |                          | Vieux Fort, Santa Lúcia |

Santa Lúcia qualificada o Groupo Sul.

### Groupo do Sul
| 8 de maio de 2005 |       |          |                     |
| Guiana            | 17-27 | Barbados | Georgetown (Guiana) |
|                   |       |          | Georgetown (Guiana) |

| 8 de maio de 2005 |      |                   |                     |
| Santa Lúcia       | 0-82 | Trinidad e Tobago | Georgetown (Guiana) |
|                   |      |                   | Georgetown (Guiana) |

| 10 de maio de 2005 |      |             |                     |
| Guiana             | 97-0 | Santa Lúcia | Georgetown (Guiana) |
|                    |      |             | Georgetown (Guiana) |

| 10 de maio de 2005 |       |                   |                     |
| Barbados           | 25-13 | Trinidad e Tobago | Georgetown (Guiana) |
|                    |       |                   | Georgetown (Guiana) |

| 13 de maio de 2005 |      |             |                     |
| Barbados           | 81-0 | Santa Lúcia | Georgetown (Guiana) |
|                    |      |             | Georgetown (Guiana) |

| 13 de maio de 2005 |       |                   |                     |
| Guiana             | 29-21 | Trinidad e Tobago | Georgetown (Guiana) |
|                    |       |                   | Georgetown (Guiana) |

#### Classificação
| Seleção           | Vitórias | Empates | Derrotas | Pontos a favor | Pontos contra | Pontos |
| ----------------- | -------- | ------- | -------- | -------------- | ------------- | ------ |
| Barbados          | 3        | 0       | 0        | 133            | 30            | 9      |
| Guiana            | 2        | 0       | 1        | 143            | 48            | 7      |
| Trinidad e Tobago | 1        | 0       | 2        | 116            | 54            | 5      |
| Santa Lúcia       | 0        | 0       | 3        | 0              | 260           | 3      |

Barbados qualificada para Playoff

### Groupo do Norte
| 5 de junho de 2005 |       |          |                              |
| Jamaica            | 10-10 | Bermudas | Winton Rugby Centre, Bahamas |
|                    |       |          | Winton Rugby Centre, Bahamas |

| 5 de junho de 2005 |       |             |                              |
| Bahamas            | 23-12 | Ilhas Caimã | Winton Rugby Centre, Bahamas |
|                    |       |             | Winton Rugby Centre, Bahamas |

| 8 de junho de 2005 |       |         |                              |
| Bermudas           | 15-24 | Bahamas | Winton Rugby Centre, Bahamas |
|                    |       |         | Winton Rugby Centre, Bahamas |

| 8 de junho de 2005 |      |         |                              |
| Ilhas Caimã        | 18-8 | Jamaica | Winton Rugby Centre, Bahamas |
|                    |      |         | Winton Rugby Centre, Bahamas |

| 11 de junho de 2005 |      |          |                              |
| Ilhas Caimã         | 12-6 | Bermudas | Winton Rugby Centre, Bahamas |
|                     |      |          | Winton Rugby Centre, Bahamas |

| 11 de junho de 2005 |     |         |                              |
| Jamaica             | 5-3 | Bahamas | Winton Rugby Centre, Bahamas |
|                     |     |         | Winton Rugby Centre, Bahamas |

#### Classificação
| Seleção     | Vitórias | Empates | Derrotas | Pontos a favor | Pontos contra | Pontos |
| ----------- | -------- | ------- | -------- | -------------- | ------------- | ------ |
| Bahamas     | 2        | 0       | 1        | 50             | 32            | 7      |
| Ilhas Caimã | 2        | 0       | 1        | 42             | 37            | 7      |
| Jamaica     | 1        | 1       | 1        | 23             | 31            | 6      |
| Bermudas    | 0        | 1       | 2        | 31             | 46            | 4      |

Bahamas qualificada para Playoff

### Playoff
| 1 de outubro de 2005 |      |         |                                   |
| Barbados             | 52-3 | Bahamas | Hasely Crawford Stadium, Trinidad |
|                      |      |         | Hasely Crawford Stadium, Trinidad |

Barbados qualificada para Fase 3a.

## Fase 1b
| 10 de outubro de 2004 |      |      |           |
| Brasil                | 73-3 | Peru | São Paulo |
|                       |      |      | São Paulo |

| 13 de outubro de 2004 |      |          |           |
| Brasil                | 74-0 | Colômbia | São Paulo |
|                       |      |          | São Paulo |

| 16 de outubro de 2004 |       |          |           |
| Peru                  | 15-10 | Colômbia | São Paulo |
|                       |       |          | São Paulo |

| 6 de novembro de 2004 |       |           |      |
| Peru                  | 22-32 | Venezuela | Lima |
|                       |       |           | Lima |

| 13 de novembro de 2004 |       |           |        |
| Colômbia               | 27-31 | Venezuela | Bogotá |
|                        |       |           | Bogotá |

| 20 de novembro de 2004 |      |        |         |
| Venezuela              | 5-11 | Brasil | Caracas |
|                        |      |        | Caracas |

### Classificação
| Seleção   | Vitórias | Empates | Derrotas | Pontos a favor | Pontos contra | Pontos |
| --------- | -------- | ------- | -------- | -------------- | ------------- | ------ |
| Brasil    | 3        | 0       | 0        | 158            | 8             | 9      |
| Venezuela | 2        | 0       | 1        | 68             | 60            | 7      |
| Peru      | 1        | 0       | 2        | 40             | 115           | 5      |
| Colômbia  | 0        | 0       | 3        | 37             | 120           | 3      |

Brasil qualificada para Fase 2.

## Fase 2
| 2 de outubro de 2005 |      |        |          |
| Paraguai             | 45-8 | Brasil | Asunción |
|                      |      |        | Asunción |

| 8 de outubro de 2005 |       |          |          |
| Chile                | 38-22 | Paraguai | Santiago |
|                      |       |          | Santiago |

| 13 de outubro de 2005 |       |       |                     |
| Brasil                | 13-55 | Chile | São José dos Campos |
|                       |       |       | São José dos Campos |

### Classificação
| Seleção  | Vitórias | Empates | Derrotas | Pontos a favor | Pontos contra | Pontos |
| -------- | -------- | ------- | -------- | -------------- | ------------- | ------ |
| Chile    | 2        | 0       | 0        | 93             | 35            | 6      |
| Paraguai | 1        | 0       | 1        | 67             | 46            | 4      |
| Brasil   | 0        | 0       | 2        | 21             | 100           | 2      |

Chile qualificada para Fase 3a.

## Fase 3a
| 1 de julho de 2006 |       |           |                                       |
| Chile              | 13-60 | Argentina | Prince of Wales Country Club Santiago |
|                    |       |           | Prince of Wales Country Club Santiago |

| 8 de julho de 2006 |      |         |                                       |
| Argentina          | 26-0 | Uruguai | Club Atletico San Isidro Buenos Aires |
|                    |      |         | Club Atletico San Isidro Buenos Aires |

| 22 de julho de 2006 |       |       |                                        |
| Uruguai             | 43-15 | Chile | Estádio Gran Parque Central Montevidéu |
|                     |       |       | Estádio Gran Parque Central Montevidéu |

### Classificação
| Seleção   | Vitórias | Empates | Derrotas | Pontos a favor | Pontos contra | Pontos |
| --------- | -------- | ------- | -------- | -------------- | ------------- | ------ |
| Argentina | 2        | 0       | 0        | 86             | 13            | 6      |
| Uruguai   | 1        | 0       | 1        | 34             | 41            | 4      |
| Chile     | 0        | 0       | 2        | 28             | 103           | 2      |

Argentina qualificada para a Fase Final da Copa do Mundo de Rugby de 2007.

Uruguai qualificada para Fase 4.

## Fase 3b
| 24 de junho de 2006 |      |        |            |
| Barbados            | 3-69 | Canadá | Bridgetown |
|                     |      |        | Bridgetown |

| 1 de julho de 2006 |      |          |                             |
| Estados Unidos     | 91-0 | Barbados | Stanford Stadium, Palo Alto |
|                    |      |          | Stanford Stadium, Palo Alto |

| 12 de agosto de 2006 |      |                |                                |
| Canadá               | 56-7 | Estados Unidos | Swilers Rugby Club, St. John's |
|                      |      |                | Swilers Rugby Club, St. John's |

### Classificação
| Seleção        | Vitórias | Empates | Derrotas | Pontos a favor | Pontos contra | Pontos |
| -------------- | -------- | ------- | -------- | -------------- | ------------- | ------ |
| Canadá         | 2        | 0       | 0        | 125            | 10            | 6      |
| Estados Unidos | 1        | 0       | 1        | 98             | 56            | 4      |
| Barbados       | 0        | 0       | 2        | 3              | 160           | 2      |

Canadá qualificada para a Fase Final da Copa do Mundo de Rugby de 2007.

Estados Unidos qualificada para Fase 4.

## Fase 4
| 30 de setembro de 2006 |       |                |            |
| Uruguai                | 13-24 | Estados Unidos | Montevideo |
|                        |       |                | Montevideo |

| 7 de outubro de 2006 |      |         |                            |
| Estados Unidos       | 33-7 | Uruguai | Stanford Stadium Palo Alto |
|                      |      |         | Stanford Stadium Palo Alto |

Estados Unidos qualificada para a Fase Final da Copa do Mundo de Rugby de 2007.

Uruguai  qualificada para as Repescagem.